# FC Dinamo București în sezonul 1983-1984
Sezonul 1983-84 este al 35-lea sezon pentru FC Dinamo București în Divizia A. În această stagiune, Dinamo a obținut cea mai importantă performanță din istorie pe plan european, calificându-se în semifinalele Cupei Campionilor, după ce a eliminat printre altele și deținătoarea trofeului Hamburger SV. În semifinale, FC Liverpool a oprit pe Dinamo după o dublă victorie. Pe plan intern, Dinamo a reușit eventul, câștigând atât titlul cât și cupa în fața Stelei. 
La începutul stagiunii, Cornel Dinu a pus capăt oficial carierei de fotbalist după 17 ani petrecuți doar la Dinamo, deținând la acel moment două recordul ale fotbalului românesc: cele mai multe selecții la echipa națională, 75, și cele mai multe meciuri în Divizia A, 454. Dinu a ocupat în acest sezon postul de secund al lui Nicolae-Nicușor.

## Rezultate
| Divizia A | Divizia A          | Divizia A             | Divizia A | Divizia A |
| Etapa     | Data               | Adversar              | Stadion   | Rezultat  |
| --------- | ------------------ | --------------------- | --------- | --------- |
| 1         | 28 august 1983     | Chimia Râmnicu Vâlcea | acasă     | 2-0       |
| 2         | 3 septembrie 1983  | Poli Iași             | deplasare | 0-0       |
| 3         | 10 septembrie 1983 | Petrolul Ploiești     | acasă     | 4-0       |
| 4         | 18 septembrie 1983 | Rapid București       | deplasare | 2-1       |
| 5         | 24 septembrie 1983 | Dunărea Galați        | deplasare | 0-0       |
| 6         | 1 octombrie 1983   | FC Baia Mare          | acasă     | 4-1       |
| 7         | 9 octombrie 1983   | FC Olt                | deplasare | 0-1       |
| 8         | 7 decembrie 1983   | U Craiova             | acasă     | 2-1       |
| 9         | 22 octombrie 1983  | Steaua București      | acasă     | 0-3       |
| 10        | 20 decembrie 1983  | FC Argeș              | deplasare | 1-1       |
| 11        | 23 decembrie 1983  | Corvinul Hunedoara    | acasă     | 4-2       |
| 12        | 16 noiembrie 1983  | CS Târgoviște         | deplasare | 3-2       |
| 13        | 19 noiembrie 1983  | ASA Târgu Mureș       | acasă     | 3-0       |
| 14        | 4 decembrie 1983   | Sportul Studențesc    | deplasare | 3-0       |
| 15        | 10 decembrie 1983  | Jiul Petroșani        | deplasare | 1-1       |
| 16        | 14 decembrie 1983  | FC Bihor              | acasă     | 3-1       |
| 17        | 17 decembrie 1983  | SC Bacău              | deplasare | 1-1       |
| 18        | 18 februarie 1984  | Chimia Râmnicu Vâlcea | deplasare | 1-1       |
| 19        | 21 februarie 1984  | Poli Iași             | acasă     | 4-1       |
| 20        | 26 februarie 1984  | Petrolul Ploiești     | deplasare | 0-0       |
| 21        | 29 februarie 1984  | Rapid București       | acasă     | 1-0       |
| 22        | 11 martie 1984     | Dunărea Galați        | acasă     | 3-1       |
| 23        | 14 martie 1984     | FC Baia Mare          | deplasare | 2-2       |
| 24        | 8 mai 1984         | FC Olt                | acasă     | 3-1       |
| 25        | 1 aprilie 1984     | U Craiova             | deplasare | 0-3       |
| 26        | 16 mai 1984        | Steaua București      | deplasare | 1-1       |
| 27        | 19 mai 1984        | FC Argeș              | acasă     | 1-0       |
| 28        | 15 aprilie 1984    | Corvinul Hunedoara    | deplasare | 2-2       |
| 29        | 22 aprilie 1984    | CS Târgoviște         | acasă     | 3-0       |
| 30        | 27 mai 1984        | ASA Târgu Mureș       | deplasare | 1-1       |
| 31        | 29 aprilie 1984    | Sportul Studențesc    | acasă     | 3-1       |
| 32        | 2 mai 1984         | Jiul Petroșani        | acasă     | 6-2       |
| 33        | 5 mai 1984         | FC Bihor              | deplasare | 1-4       |
| 34        | 13 mai 1984        | SC Bacău              | acasă     | 4-1       |

| Câștigătorii Diviziei A, ediția 1983-84  |
| ---------------------------------------- |
| Dinamo București Al Doisprezecelea Titlu |

| Cupa României | Cupa României     | Cupa României      | Cupa României | Cupa României |
| Etapa         | Data              | Adversar           | Stadion       | Rezultat      |
| ------------- | ----------------- | ------------------ | ------------- | ------------- |
| șaisprezecimi | 12 februarie 1984 | Petrolul Moinești  | deplasare     | 4-1           |
| optimi        | 3 martie 1984     | FC Olt             | Ploiești      | 2-0           |
| sferturi      | 18 aprilie 1984   | Petrolul Ploiești  | Brașov        | 4-2           |
| semifinale    | 11 mai 1984       | Sportul Studențesc | București     | 2-0           |
| finala        | 22 mai 1984       | Steaua București   | București     | 2-1           |

| Câștigătorii Cupei României, ediția 1983-84 |
| ------------------------------------------- |
| Dinamo București Al Cincilea Trofeu         |

| Legendă    |
| ---------- |
| victorie   |
| egal       |
| înfrângere |

## Finala Cupei României
| 22 mai 1984 17:00 | Dinamo București                     | 2 – 1 | Steaua București   | Stadionul 23 August, București Spectatori: 60.000 Arbitru: Dan Petrescu (București) |
| 22 mai 1984 17:00 | Alexandru Custov 45' Costel Orac 53' |       | Marius Lăcătuș 10' | Stadionul 23 August, București Spectatori: 60.000 Arbitru: Dan Petrescu (București) |

| DINAMO:                 |                   |     |
|                         |                   |     |
| P                       | Dumitru Moraru    |     |
| F                       | Mircea Rednic     |     |
| F                       | Alexandru Nicolae |     |
| F                       | Ion Marin         |     |
| F                       | Nelu Stănescu     | 24' |
| M                       | Marin Dragnea     |     |
| M                       | Ioan Andone       |     |
| M                       | Alexandru Custov  |     |
| A                       | Cornel Țălnar     |     |
| A                       | Ionel Augustin    |     |
| A                       | Costel Orac       |     |
| Înlocuiri:              |                   |     |
| A                       | Ioan Mărginean    | 24' |
| Antrenor:               |                   |     |
| Nicolae Nicușor Dumitru |                   |     |

| STEAUA:      |                    |     |
|              |                    |     |
| P            | Helmut Duckadam    |     |
| F            | Nicolae Laurențiu  |     |
| F            | Florin Marin       |     |
| F            | Miodrag Belodedici |     |
| F            | Augustin Eduard    |     |
| M            | Mihail Majearu     |     |
| M            | Tudorel Stoica     |     |
| M            | Ștefan Petcu       | 60' |
| A            | Marius Lăcătuș     |     |
| A            | Victor Pițurcă     | 65' |
| A            | Gavril Pelé Balint |     |
| Înlocuiri:   |                    |     |
| M            | Ioan Diaconescu    | 60' |
| A            | Septimiu Câmpeanu  | 65' |
| Antrenor:    |                    |     |
| Emeric Ienei |                    |     |

## Cupa Campionilor Europeni
Turul întâi
| 14 septembrie 1983 | Kuusysi Lahti | 0 – 1             | Dinamo București | Stadionul Kupitta, Lahti Spectatori: 1.000 Arbitru: Eriksson (Suedia) |
| 14 septembrie 1983 |               | Marin Dragnea 49' |                  | Stadionul Kupitta, Lahti Spectatori: 1.000 Arbitru: Eriksson (Suedia) |

| 28 septembrie 1983 | Dinamo București                                         | 3 – 0 | Kuusysi Lahti | Stadionul Dinamo, București Spectatori: 10.000 Arbitru: Afxentiou (Cipru) |
| 28 septembrie 1983 | Lică Movilă 47' Ionel Augustin 70' Gheorghe Mulțescu 89' |       |               | Stadionul Dinamo, București Spectatori: 10.000 Arbitru: Afxentiou (Cipru) |

Dinamo s-a calificat mai departe cu scorul general de 4-0.
Turul al doilea
| 19 octombrie 1983 | Dinamo București                                         | 3 – 0 | Hamburger SV | Stadionul 23 August, București Spectatori: 70.000 Arbitru: Kieser (Olanda) |
| 19 octombrie 1983 | Ionel Augustin 29' Gheorghe Mulțescu 62' Costel Orac 79' |       |              | Stadionul 23 August, București Spectatori: 70.000 Arbitru: Kieser (Olanda) |

| 2 noiembrie 1983 | Hamburger SV                   | 3 – 2 | Dinamo București                        | Volksparkstadion, Hamburg Spectatori: 55.000 Arbitru: Johansson (Suedia) |
| 2 noiembrie 1983 | Jakobs 45', 56' Von Heesen 63' |       | Cornel Țălnar 86' Gheorghe Mulțescu 89' | Volksparkstadion, Hamburg Spectatori: 55.000 Arbitru: Johansson (Suedia) |

Dinamo s-a calificat mai departe cu scorul general de 5-3.
Sferturi de finală
| 7 martie 1984 | Dinamo Minsk  | 1 – 1 | Dinamo București  | Stadionul Dinamo, Minsk Spectatori: 14.000 Arbitru: Castillo (Spania) |
| 7 martie 1984 | Gurinovici 7' |       | Mircea Rednic 87' | Stadionul Dinamo, Minsk Spectatori: 14.000 Arbitru: Castillo (Spania) |

| 21 martie 1984 | Dinamo București   | 1 – 0 | Dinamo Minsk | Stadionul 23 August, București Spectatori: 70.000 Arbitru: Hackett (Anglia) |
| 21 martie 1984 | Ionel Augustin 10' |       |              | Stadionul 23 August, București Spectatori: 70.000 Arbitru: Hackett (Anglia) |

Dinamo București s-a calificat mai departe cu scorul general de 2-1.
Semifinale
| 11 aprilie 1984 | FC Liverpool  | 1 – 0 | Dinamo București | Anfield, Liverpool Spectatori: 36.941 Arbitru: Daina (Elveția) |
| 11 aprilie 1984 | Sammy Lee 26' |       |                  | Anfield, Liverpool Spectatori: 36.941 Arbitru: Daina (Elveția) |

| 25 aprilie 1984 | Dinamo București | 1 – 2 | FC Liverpool      | Stadionul 23 August, București Spectatori: 70.000 Arbitru: Pauli (RFG) |
| 25 aprilie 1984 | Costel Orac 39'  |       | Ian Rush 11', 85' | Stadionul 23 August, București Spectatori: 70.000 Arbitru: Pauli (RFG) |

FC Liverpool s-a calificat în finală cu scorul general de 3-1.

## Echipa
Portari: Ovidiu Barba (1 meci / 0 goluri), Constantin Eftimescu (4/0), Dumitru Moraru (31/0).
Fundași: Ioan Andone (24/1), Liviu Baicea (1/0), Ion Marin (28/0), Ioan Mărginean (19/1), Alexandru Nicolae (30/0), Mircea Rednic (31/0), Nelu Stănescu (26/2).
Mijlocași: Ionel Augustin (31/17), Alexandru Custov (28/2), Marin Dragnea (29/15), Grațian Moldovan (8/0), Lică Movilă (19/1), Gheorghe Mulțescu (23/8).
Atacanți: Răzvan Dima (2/1), Gheorghe Iamandi (19/5), Costel Orac (23/5), Iulius Nemțeanu (7/5), Viorel Turcu (11/2), Cornel Țălnar (30/1).

## Transferuri
Înaintea sezonului, Dinamo aduce fundașii Mircea Rednic și Ioan Andone de la Corvinul Hunedoara, cedându-i la schimb pe Florea Văetuș, Nicușor Vlad, Teofil Stredie și Laurențiu Moldovan. Dudu Georgescu este cedat la SC Bacău.